# Simon II de Pape
Simon II de Pape (Oudenaarde, 18 maart 1623 - 13 januari 1677), zoon van Simon I de Pape en Kathelijne de Spiero, was een Vlaamse kunstschilder en edelsmid. 

## Familie de Pape te Oudenaarde
Zijn ouders huwden te Oudenaarde op 16 september 1605. Simon II werd geboren in een kunstenaarsgezin en verwierf bekendheid als schilder, decorateur en edelsmid. Zijn vader was niet alleen edelsmid en schilder, maar ook bouwmeester. Simon I de Pape was mede-ontwerper van zowat de belangrijkste historische gebouwen van Oudenaarde. Tussen 1615 en 1627 zorgde hij voor de nieuwe torenspits van de Sint-Walburgakerk. Ook het bisschopskwartier, als onderdeel van het Onze-Lieve-Vrouwhospitaal, kwam tussen 1623-1633 tot stand met zijn medewerking. Hij hielp ook mee bij aanpassingswerken aan het stadhuis.
Simon II had nog een 16 jaar oudere broer Joos de Pape (geboren op 11 februari 1607), die net als zijn vader een zeer goed schilder en tekenaar was.

## Simon II de Pape en zijn gezin
Simon II de Pape had zowel als schilder, decorateur en zilversmid een schitterende, zeer gevarieerde kunstenaarsloopbaan. Hij huwde op 26 november 1653 te Oudenaarde met Florence Francisca Behaghele (°1 november 1627). Zij hadden heel wat kinderen, o.a. Gillis I de Pape (°1654), Judocus de Pape (°1658), die op 29-jarige leeftijd als goud- en zilversmid in 1687 te Gent overleed, en Simon III de Pape (°1663), die als schilder op 21-jarige leeftijd met zijn grootoom Philippe Behaghele uitweek naar Beauvais, waar hij op 88-jarige leeftijd in 1751 overleed.  

## Schilder Simon II de Pape
Alhoewel hij tijdens zijn leven ruime belangstelling genoot, gewaardeerd werd en verschillende opdrachten ontving in zijn stad en streek, geraakte Simon II echter nadien volledig in de vergeethoek. Men verwarde hem zelfs met zijn vader in zijn eigen stad. Hij was helemaal onbekend in publicaties over kunst tot Van Cauwenberghe in 1844 en later in 1862 zijn naam vermeldde. Ook verrichtte Désiré van der Meersch in 1845 onderzoek naar het leven en werk van Simon II en zijn vader Simon I en werden beiden in 1876 door A. Siret vermeld in de Biographie nationale. Simon II de Pape was naast meester-decorateur ook een talentvolle portretschilder; hiervan getuigt zijn zelfportret. Er wordt beweerd dat hij in diverse werken zichzelf en andere familieleden portretteerde. Hij schilderde een reeks mooie en grote schilderijen in de stijl van Rubens, waaronder de Kruisafneming in de Sint-Pieterskerk te Tielt en die in de Sint-Walburgakerk te Oudenaarde. Enkele andere werken van hem zijn o.a. ‘Drieluik van de confrerie van de Heilige Drievuldigheid’ in dezelfde Sint-Walburgakerk en de ‘Aanbidding der herders in Bethlehem’ in de kerk van Nederename.

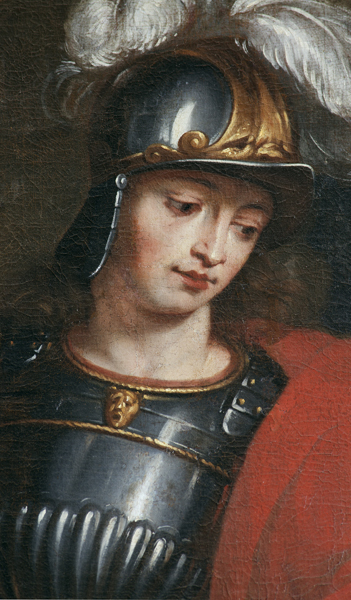
Heilige Martinus deelt zijn mantel (detail) (Volkegem)
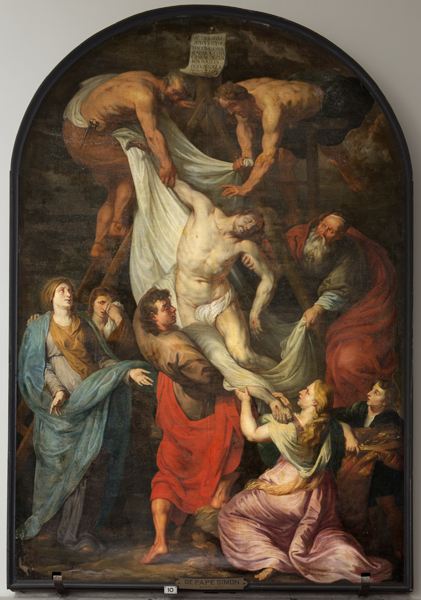
Kruisafneming (Oudenaarde)
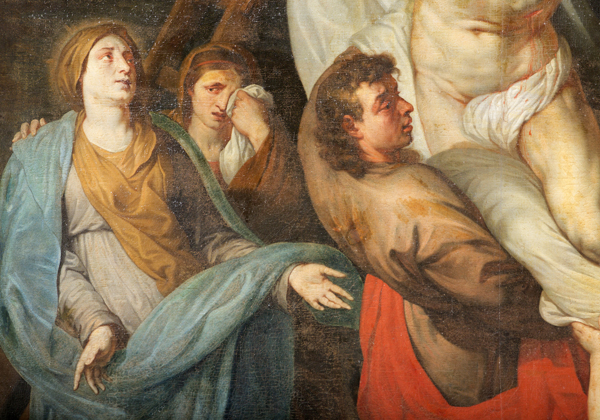
Kruisafneming (detail)
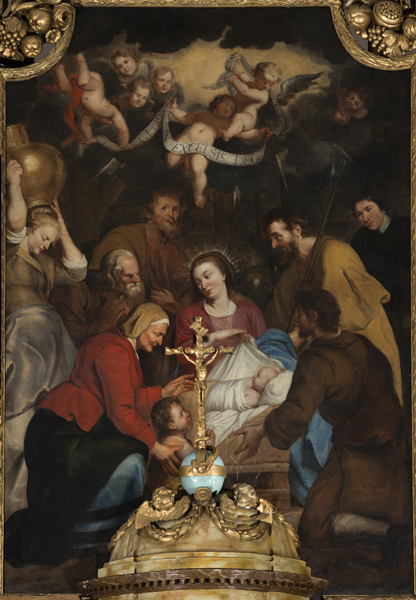
Aanbidding der herders (Nederename)
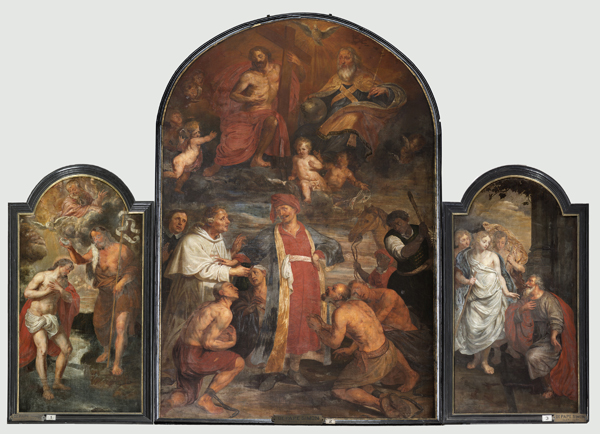
Vrijkoping van christelijke slaven (Oudenaarde) (toegeschr.aan De Pape)